# Vesnovka obecná
Vesnovka obecná (Cardaria draba) je až půl metru vysoká, hluboko kořenící plevelná bylina s mnoha drobnými bílými květy. Je to druh z rodu vesnovka (Cardaria) a někdy bývá považován za součást rodu řeřicha, tam je druh uváděn pod jménem Lepidium draba.

## Rozšíření
Druh je původem z oblastí okolo Středozemního moře, ze západní Sibiře, Přední a Střední Asie. Do dnešních dnů se druhotně rozšířil do Severní a Jižní Ameriky, Jižní Afriky i Austrálie. V České republice se v teplém planárním i kolinním stupni vyskytuje poměrně hojně, ve studenějším submontánním roste jen ojediněle a přechodně.
Vesnovka obecná vyhledává vysýchavé, na dusík a humus bohaté, kypré a dobře propustné půdy, snáší i zasolení. Původně rostla na polích, v sadech, vinohradech a chmelnicích, druhotně vyrůstá na náspech okolo cest a železničních tratí, na navážkách, rumištích, kompostech, ruderalizovaných travnatých plochách a na jiných narušovaných stanovištích.

## Popis
Vytrvalá rostlina která je obvykle celá porostlá šedivými, jednoduchými chlupy s lodyhami dosahujícími do výše 30 až 50 cm. Z hrubého, silně rozvětveného kořene s dlouhými oddenky rostou hustě olistěné lodyhy jak plodné s květy, tak i sterilní bez květů. Vzpřímená, nevýrazně hranatá lodyha je porostlá krátkými chlupy směřujícími dolů. Přízemní a spodní lodyžní listy jsou řapíkaté, obvejčité, hluboce laločnaté až peřenodílné a v době kvetení bývají již suché. Střední a horní lodyžní listy jsou přisedlé, střelovitě objímavé, jejich čepele jsou až 10 cm dlouhé a 3 cm široké, podlouhlé neb elipsovité, po obvodě oddáleně laločnatě zubaté a zvlněné. Všechny listy obvykle mají z obou stran krátké šedivé chlupy, jen řidčeji jsou lysé. Sterilní lodyhy pouze pomáhají asimilovat zásobní látky (především škrob) pro kořenový systém, nejvíce zásob má na přelomu července a srpna a nejméně na jaře.
Drobné čtyřčetné, oboupohlavné, dvouobalné květy vytvářejí na konci lodyh hustou chocholíkovou latu složenou z hroznů které se po odkvětu prodlužují. Široce vejčité kališní lístky, dlouhé až 2 mm, mají po okraji široký blanitý lem. Obvejčité bílé korunní lístky s krátkým nehtíkem jsou na vrcholu okrouhlé a bývají dlouhé až 4 mm. Čtyřmocné tyčinky s nitkami až 3 mm dlouhými nesou vejčité prašníky. Rostlina kvete v podmínkách ČR obvykle v květnu až červenci.
Plod je dlouze stopkatá, obsrdčitá až obvejčitá, nafouknutá, lysá, nepukavá šešulka která má na konci dlouhou tenkou suchou čnělku s bliznou. Šešulka 3 až 5 mm dlouhá je dvoudílná, mívá nejčastěji celkem dvě semena a ve zralosti opadává celá nebo se rozpadá na dvě jednosemenné části. Vejčité nebo elipsoidní, zploštělé semeno bývá až 2 mm dlouhé, má hnědé osemení se šedým povlakem který po navlhčení silně lepí. Semena se šíří osivem, půdou, kompostem i nalepením na srst zvířat.

## Rozmnožování
Vesnovka obecná je hemikryptofyt který se rozmnožuje vegetativně i generativně. Na neobdělávané půdě se množí hlavně semeny, na jedné lodyze může dozrát i několik tisíc semen, z nich okolo 80 % je schopno vyklíčit. Po vysemenění jsou semena po dobu 6 až 7 týdnů přísně dormantní. Na podzim větší část semen, která nejsou uložena hlouběji než 2 cm, vyklíčí a další díl semen spolehlivě klíčí až na jaře. V dalších létech životnost semen výrazně klesá.
Po vyklíčení se asi po tři týdny vytváří přízemní růžice listů a mohutní kořen který záhy dosahuje délky 25 cm a dělí se do asi pěti laterálních kořenů s množstvím pupenů pro založení nových výhonků. Přes tři měsíce stará rostlina může mít za optimálních podmínek až 50 nadzemních výhonků které jsou rozrostlé do kruhu o průměru téměř 60 cm. Pokud má rostlina i nadále dobré podmínky může takto během jednoho roku z jednoho semínka vyrůst až 450 výhonků a vzniknout kolonie o průměru 3,7 m. V prvém roce kořeny rostliny proniknou do hloubky 60 cm, v druhém ještě o dalších 60 cm hlouběji.
Rozmnožování semeny je, i přes ohromné množství vyprodukovaných semen, na obdělávané půdě poměrně vzácné, mnohem častější se tam vesnovka obecná šíří dlouhými plazivými oddenky. Při zpracovávání půdy jsou po poli roznášeny úlomky křehkých kořenových výběžků s množství pupenů. Vývoj nových rostlin z pupenů na odlomcích kořenů je obdobný jako u semenáčů.

## Význam
Tento druh zapleveluje na obdělávaných polích všechny plodiny, jednoleté i víceleté. Nejvíce škodí v trvalých kulturách, např. výrazně snižuje kvalitu píce. Semenáčky tohoto druhu jsou velmi citlivé k většině běžných herbicidů, rostliny vzniklé vegetativním množením jsou ale mnohem odolnější. Nepotvrdil se předpoklad z poloviny 20. století, který předvídal intenzivní rozmnožení vesnovky obecné na orné půdě. V současnosti se na polích vyskytuje jen okrajově a mnohem hojnější je mimo polní kultury.
Její ostře chutnající semena obsahující hořčičný olej a někdy bývala po usušení používána jako náhražka za plody pepře černého.